# Margarita García
Margarita García León (Veracruz, 5 settembre 1935) è un'ex cestista messicana.

## Carriera
Con il Messico ha disputato due edizioni dei Campionati mondiali (1953, 1957) e due dei Giochi panamericani (Città del Messico 1955, Chicago 1959).